# Timbaúba dos Batistas
Timbaúba dos Batistas este un oraș în Rio Grande do Norte (RN), Brazilia.